# Santa Rosa, Juan Rodríguez Clara
Santa Rosa är en ort i Mexiko.   Den ligger i kommunen Juan Rodríguez Clara och delstaten Veracruz, i den sydöstra delen av landet, 400 km öster om huvudstaden Mexico City. Santa Rosa ligger 121 meter över havet och antalet invånare är 350.
Terrängen runt Santa Rosa är platt. Runt Santa Rosa är det ganska glesbefolkat, med 27 invånare per kvadratkilometer. Närmaste större samhälle är Juan Rodríguez Clara, 8,3 km nordost om Santa Rosa. Trakten runt Santa Rosa består till största delen av jordbruksmark.